# Megachile mediorufa
Megachile mediorufa là một loài Hymenoptera trong họ Megachilidae. Loài này được Cockerell mô tả khoa học năm 1930.